# Andreu Vallvé i Ventosa
Andreu Vallvé i Ventosa (Barcelona, 22 de novembre de 1918 - ibíd., 25 de gener de 1979) fou un escenògraf, pintor, professor i escriptor català.
Deixeble de Salvador Alarma i de Josep Mestres i Cabanes, amb qui treballà com a encarregat del seu taller al Liceu. El 1946 va crear el seu propi taller al carrer de les Tàpies on va tenir treballant Fabià Puigserver i Plana just arribar de Polònia. Partint de l'escenografia realista, de la qual va ser el darrer representant, va evolucionar cap a l'escenografia corpòria. Va inaugurar a Barcelona els teatres Windsor i el Teatre Candilejas. Des del 1952 treballà molt per al cinema especialment amb Luis García Berlanga, Maurice Ronet, Jesús Franco, José M. Forqué, Manuel Esteba, Jacint Esteba, Gonzalo Suárez, Glauber Rochas, Ignasi Ferrés i Iquino, Miguel Iglesias i Josep M. Forn (Plácido, Cabezas cortadas, Ditirambo, Dante no es únicamente severo, etc.).
Com a pintor exposà pintures a Barcelona. Fou professor a l'Institut del Teatre de perspectiva i d'història de l'escenografia (1952) i secretari general de l'Institut i del museu del Teatre de Barcelona. Estrenà algunes peces teatrals, obtingué el premi Ciutat de Barcelona de teatre infantil i publicà contes, com Els set fills del tintorer, En Xeu se'n va a l'oest, il·lustrats pel seu fill Joan-Andreu Vallvé i Cordomí.
Els seus néts van rodar un documental per conèixer qui va ser el seu avi: "El que fa segur el camí" (2020)